# Koninklijke Maatschappij Sint-Hubertus
De Koninklijke Maatschappij Sint-Hubertus of K.M.S.H is een Belgische kennelclub die in 1882 opgericht werd. Zij heeft het in stand houden en verbeteren van hondenrassen als doel. De K.M.S.H. is één van de clubs van het overkoepelend orgaan, de Koninklijke Unie Sint Hubertus (K.K.U.S.H.). De K.K.U.S.H. is de koepel van 489 Belgische hondenclubs en die door het FCI erkend is .